# Saint-Gildas-de-Rhuys
Saint-Gildas-de-Rhuys (bret. Lokentaz) – miejscowość i gmina we Francji, w regionie Bretania, w departamencie Morbihan. Nazwa miejscowości pochodzi od imienia św. Gildasa.
Według danych na rok 1990 gminę zamieszkiwało 1141 osób, a gęstość zaludnienia wynosiła 75 osób/km² (wśród 1269 gmin Bretanii Saint-Gildas-de-Rhuys plasuje się na 526. miejscu pod względem liczby ludności, natomiast pod względem powierzchni na miejscu 657.).